# جزبل نوار طلایی
جزبل نوار طلایی (نام علمی: Delias ennia) از گونه‌هایی است که در سال ۱۸۶۷ توصیف علمی شد. زیستگاه این پروانه در استرالیا، اندونزی و پاپوآ گینه نو می‌باشد. این گونه عضو سرده هاشوربالان و تیره کاهی‌بالان است.